# Lac Bleu (Valtournenche)
Pour les articles homonymes, voir Lac Bleu.
Le lac Bleu se trouve dans la commune valdôtaine de Valtournenche, au Breuil.
Le toponyme original est lac de Layet, mais l'appellation liée aux nuances de ses eaux l'a remplacé dans l'usage commun.